# Engin de chantier

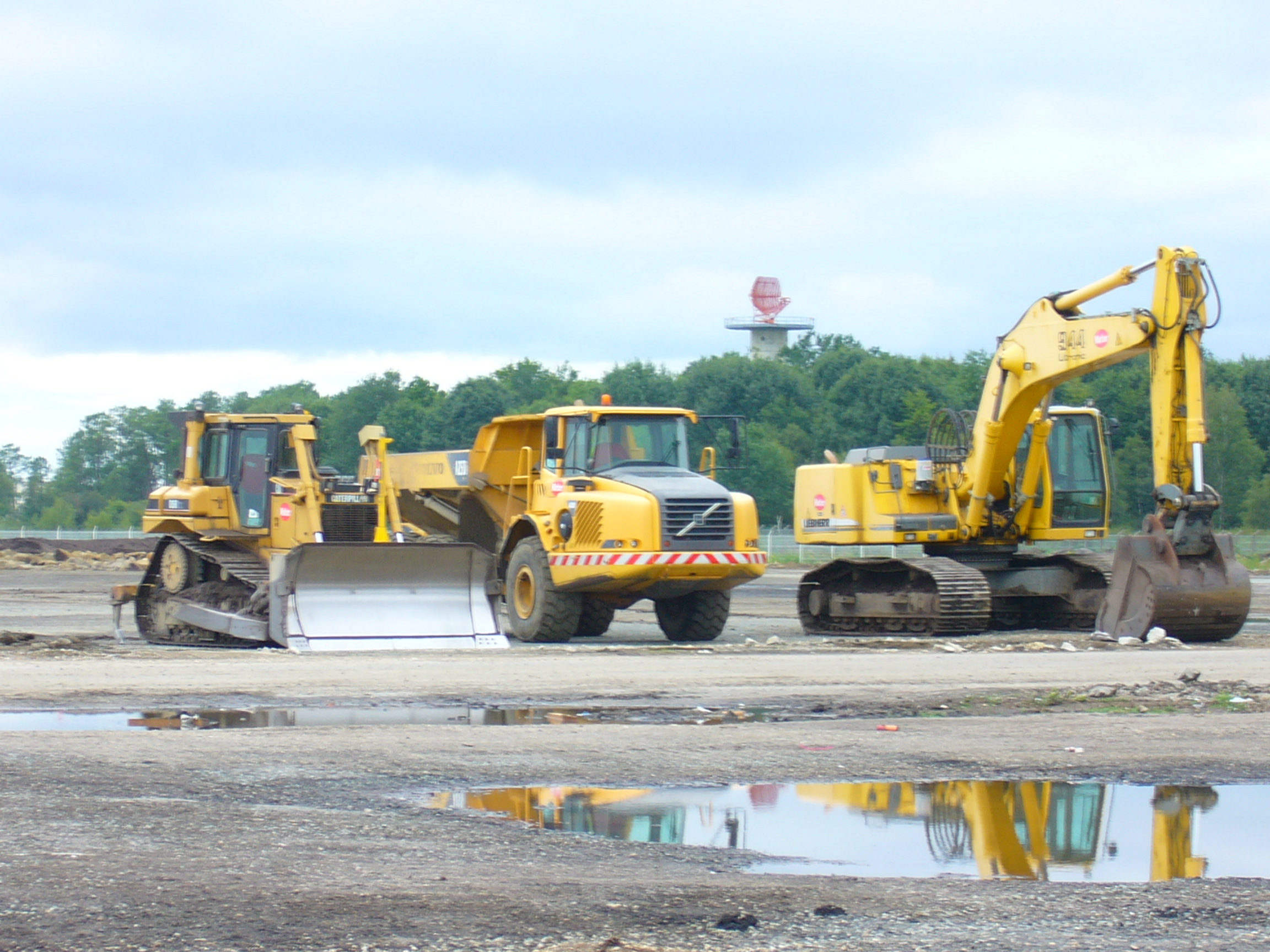
Différents engins de chantier, de gauche à droite : un bulldozer, un tombereau et une pelle mécanique hydraulique.

Un engin de chantier ou engin de génie civil est un engin utilisé sur les chantiers pour effectuer différents travaux de terrassement.

## Histoire
D'après Eugène Viollet-le-Duc, dans son « Dictionnaire raisonné de l’architecture française du XIe au XVIe siècle», on donnait le nom d'engin « à toute machine, d'où sont venus les mots engineor, engingneur pour désigner l'homme chargé de la fabrication du montage et de l'emploi des machines, d'où le nom d'ingénieur donné de nos jours à toute personne occupée de l'érection des ponts, du tracé des voies, de la construction des usines, des machines, des navires, des fortifications, etc., d'où enfin le nom de génie donné au corps. Parmi les engins du moyen âge, il y a les engins employés pour un service civil comme les engins propres à monter ou à transporter des fardeaux, les grues, les chèvres, les treuils, les machines hydrauliques, les presses, puis les engins de guerre lesquels se divisent en engins offensifs, engins défensifs et engins à la fois offensifs et défensifs »
Les premiers engins sont donc des machines complexes qui mettent en œuvre des machines simples qui sont connues depuis l'Antiquité : les leviers, roues, poulies, engrenages et treuils.
La qualification d'ingénieur est d'abord employée pour ce qui concerne les opérations militaires, ce n'est que vers 1760 qu'on commence à établir une distinction entre le génie militaire, le génie naval, et le génie civil. C'est à cette époque que la dénomination d'ingénieur civil est introduite. Le corps des ingénieurs civil (le génie, donc le génie civil) s'occupe d'abord des ponts et ensuite de tout ce qu'on désigne par ouvrages d'art (barrages, voies de circulation terrestre ou maritime).
L'évolution du matériel de chantier va de pair avec l'évolution de ces corps initiaux, l'évolution du savoir technique lié à l'exploitation des sources d'énergie (énergie humaine, animale, éolienne et hydraulique, acier, vapeur, et moteur à explosion, l'électronique et ensuite la domotique) et est liée à de grandes commandes publiques : les travaux du Zuiderzee aux Pays-Bas, le canal de Panama. Encore aujourd'hui, les sociétés qui innovent dans les machines de chantier sont en France des organismes publics (RATP, SNCF, Égouts de Paris, Tunneliers) et sont l'objet d'investigation du corps des ingénieurs civils et du génie mécanique.
Au niveau mondial, les États-Unis (Caterpillar) et le Japon (Hitachi), éventuellement l'Allemagne et l'Italie, dominent le domaine du génie civil. Les engins de chantier sont devenus un enjeu mondial : « Homme, savoir-faire, matériel, matériau, argent, aucune entreprise ne peut espérer garder son rang en génie civil en oubliant un de ces maillons. L'un de ces maillons est la capacité à créer en commun des matériels plus ou moins prototypes, à les fabriquer puis à les utiliser différemment ou mieux que le concurrent ».

### Pelle à vapeur

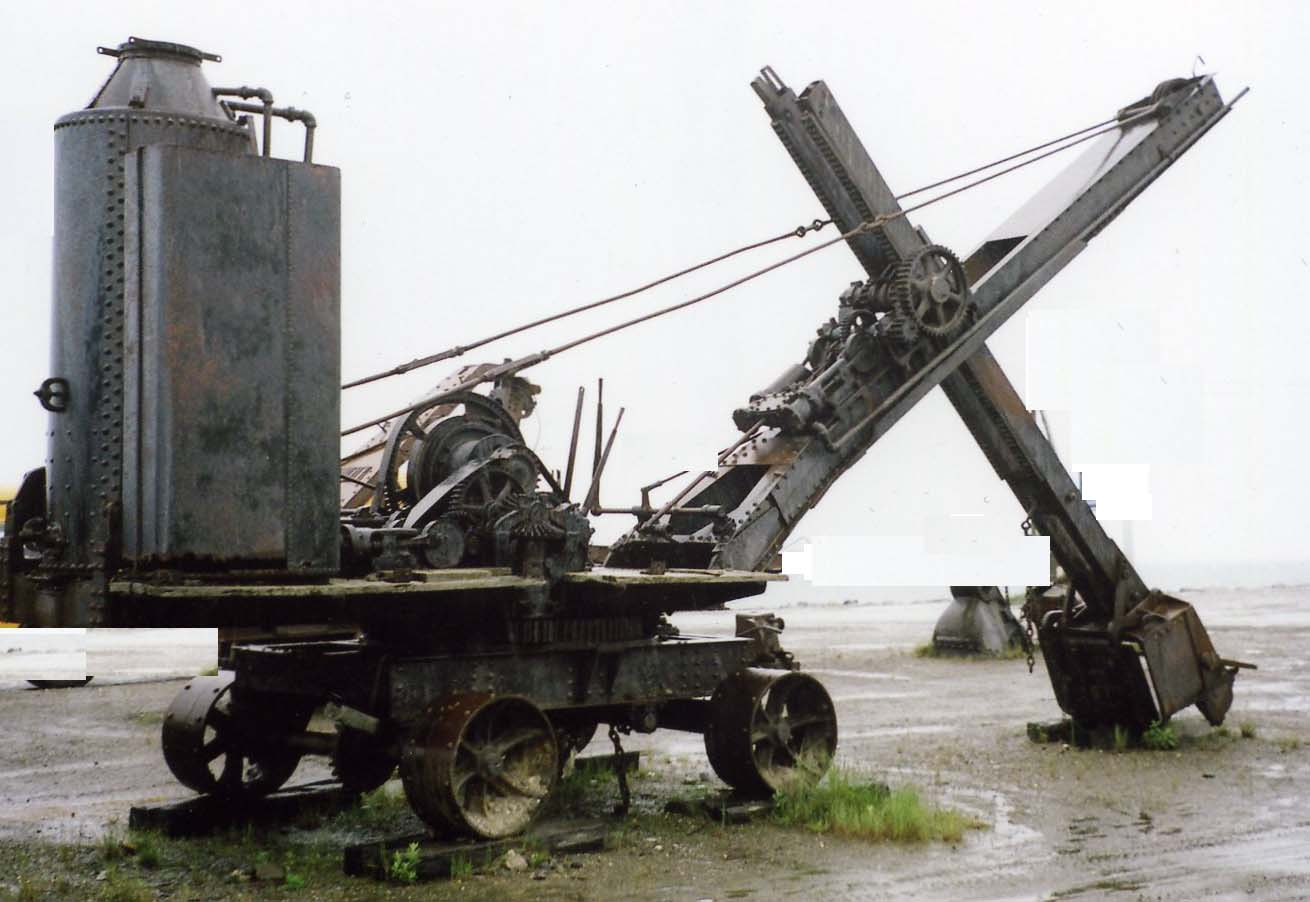
Une pelle à vapeur (sur rail) abandonnée en Alaska.

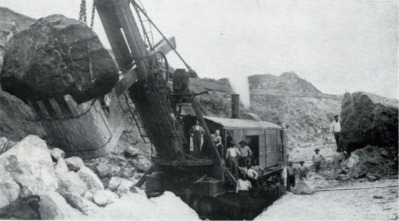
Pelle à vapeur Marion s'activant sur le chantier du canal de Panama en 1908.

Le 24 février 1839, William Otis (1813–1839) invente et fait breveter la pelle à vapeur, ancêtre de la pelle mécanique hydraulique. Les multiples usages de la pelle mécanique passent par la réalisation des terrassements et tous les travaux de génie civil, à commencer par le canal de Panama où il en fut fait grand usage :

« Nous avons eu, de notre temps, un exemple remarquable du service rendu par les machines à une entreprise qui avortait faute d'ouvriers. On n'avait jamais pu amener, pour les travaux de l'isthme de Suez, une quantité d'ouvriers européens en rapport avec l'importance du cube à déblayer, et on avait dû se contenter du faible travail fourni par les ouvriers indigènes; mais lorsque, dans des circonstances que nous n'avons pas à apprécier ici, cette ressource fut enlevée à la compagnie de l'Isthme de Suez, on put craindre l'ajournement indéfini de cette grande œuvre. L'emploi de moyens mécaniques puissants proposés et réalisés par deux ingénieurs, MM. Korel et Lavalley, a heureusement changé cette situation, et l'achèvement du canal est aujourd'hui une chose complètement assurée. Si jamais on entreprend le percement de l'Isthme de Panama ou la construction d'un canal à point de partage par le lac de Nicaragua, ce ne sera qu'à l'aide d'appareils mécaniques puissants. Bien plus encore qu'à l'Isthme de Suez, les conditions climatériques s'opposeront à la réunion d'un grand nombre d'ouvriers, et ce n'est qu'à la condition d'avoir un personnel restreint que l'on pourra prendre des précautions hygiéniques convenables.
La difficulté du travail en lui-même conduit aux mêmes conclusions et il faudra remplacer l'homme par des machines. »

### Au Japon, les robots
Le micro-tunnelier est une machine guidée depuis la surface par rayon laser et qui réalise des tunnels. Les Japonais le qualifie de robot, bien que le recours à l'homme existe toujours.

## Exemples
Il en existe de différentes sortes :
- la grue pour soulever et maintenir en suspension des matériaux extrêmement lourds ;
- la bétonnière pour faire préparer du béton de ciment ;
- le bulldozer pour araser une surface non plate ;
- la pelle mécanique hydraulique pour creuser des tranchées et charger des matériaux ;
- la décapeuse, aussi appelée scraper ou motor-scraper (anglicisme);
- la niveleuse, aussi appelée grader (anglicisme) ;
- le camion de chantier ou tombereau utilisé pour transporter sur routes les fournitures nécessaires au chantier ;
- etc.

## Vers une classification
Dans une classification moderne, les engins de chantier se répartissent en :
- matériels de levage ;
- appareils de transport ;
- malaxeurs ;
- usine de mélange ;
- drague, excavateur, bateau drague ;
- compacteur ;
- appareils de forage ;
- usine d'enrobé ou de béton d'asphaltage ;
- machines servant à déplacer et à transporter la terre ;
- appareils servant à la préparation du matériau.

## Typologie
- Alimentateur de finisseur
- Angledozer
- Bétonnière
- Bulldozer (bouteur)
  - Caterpillar D8
- Camion-citerne à bitume

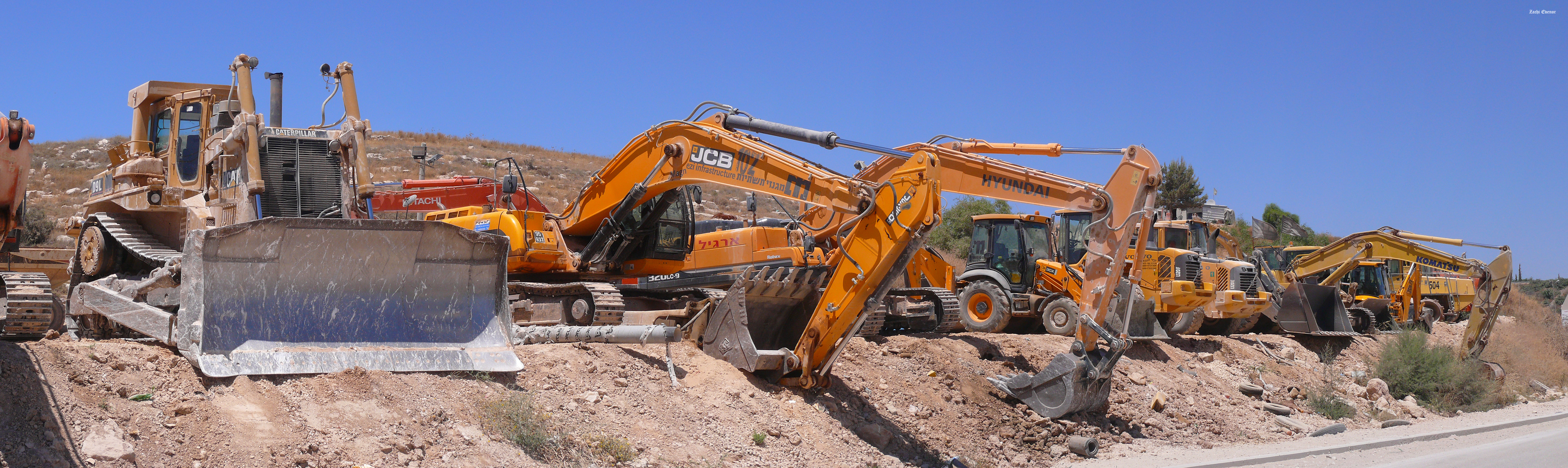
Différents engins de génie civil, de gauche à droite : un bulldozer, des excavatrices, un tractopelle, des chargeurs sur pneus.

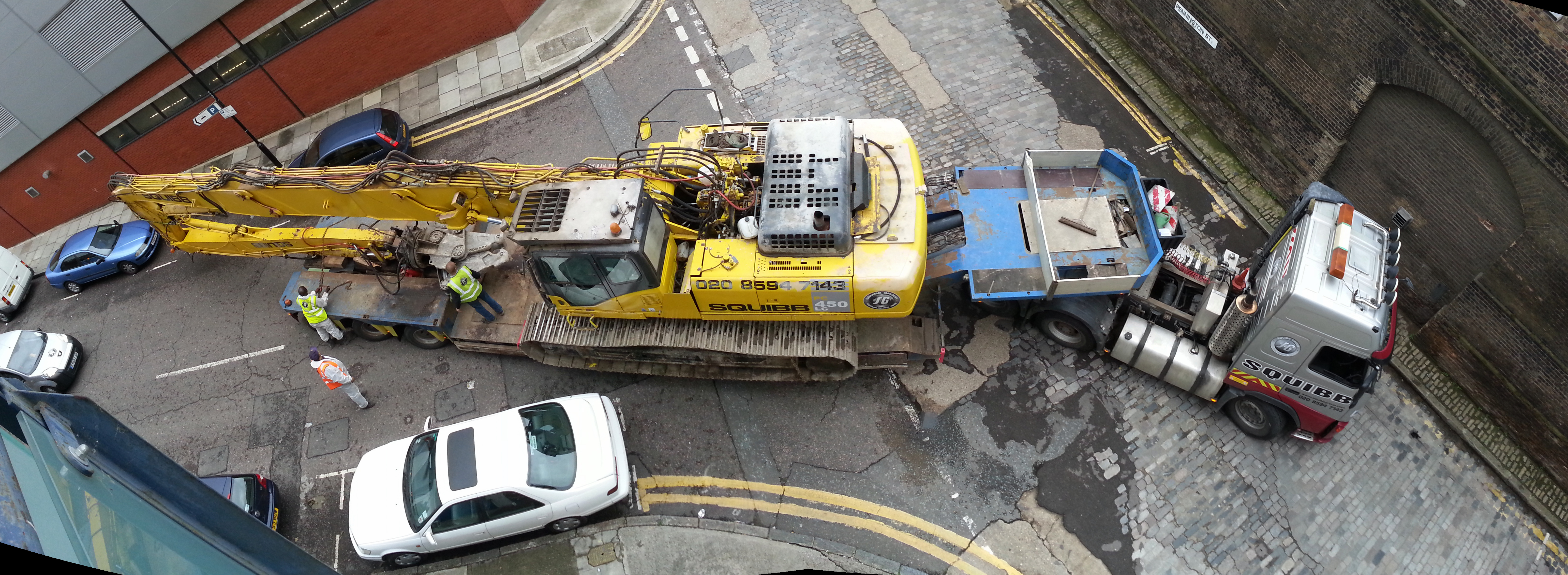
Une pelle mécanique hydraulique équipée d'un bras articulé long et d'une pince hydraulique pour la démolition des murs en béton armé, sur son camion de transport.

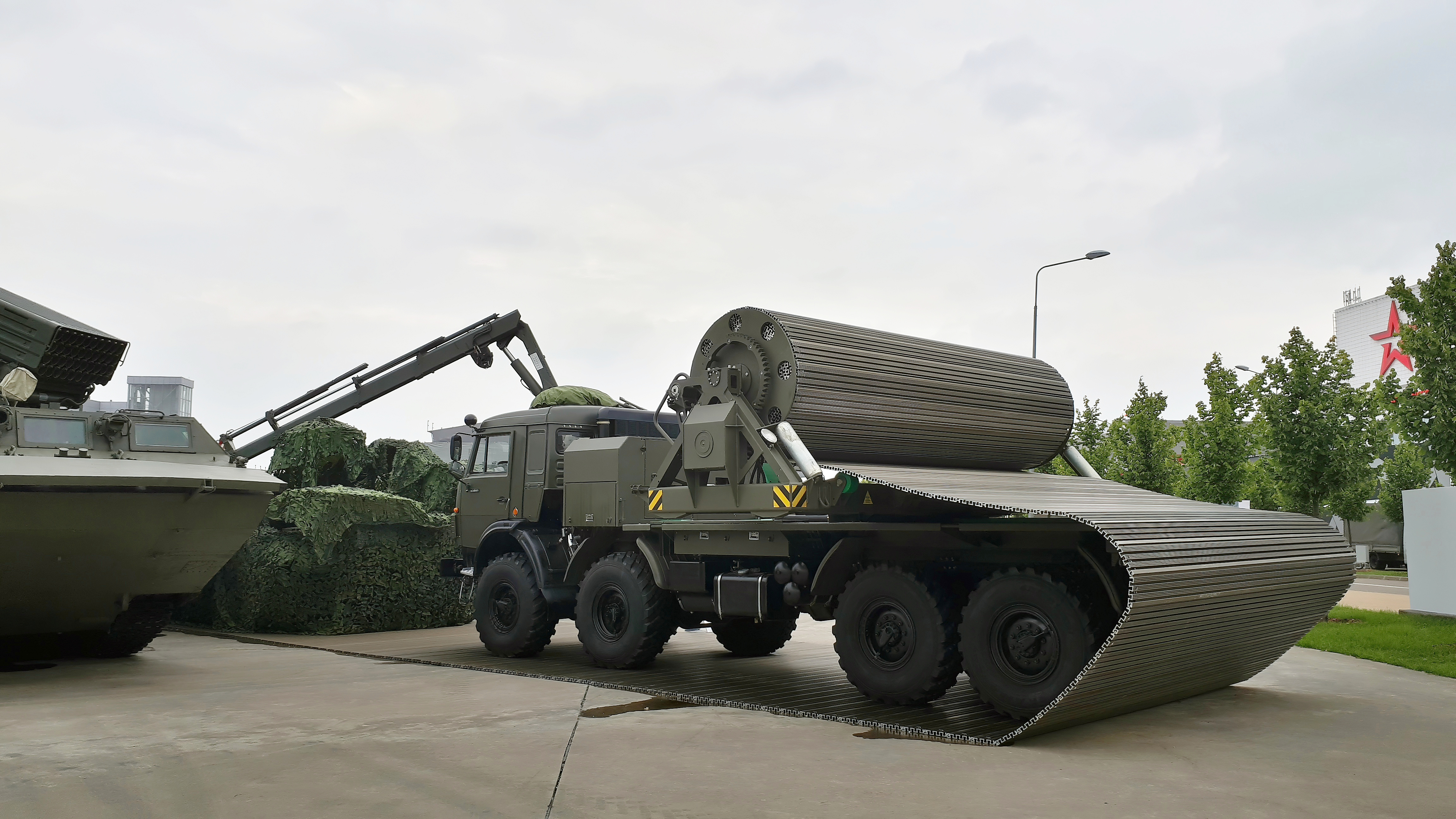
Complexe de déploiement de routes temporaires KRVD lors de l'exposition Armée-2021.

- Chargeur sur pneus ou sur chenilles
- Décapeuse
- Défonceuse
- Dragline
- Excavatrice-aspiratrice
- Excavatrice géante
- Finisseur
- Fraiseuse, utilisée avec un camion à benne basculante
- Malaxeur, aussi appelé « camion-toupie » ou simplement « toupie »
- Niveleuse
- Pelle mécanique hydraulique (pelleteuse, excavatrice), sur chenilles ou sur pneus ; pelle mécanique à câbles
  - Godet
  - Brise-roche hydraulique
  - Liebherr R934 Litronic
  - Liebherr A924 C Litronic
- Rouleau compresseur (compacteur)
- Souffleuse à neige
- Tombereau (aussi appelé dumper), articulé ou rigide
  - Volvo A40
  - Caterpillar 740
  - Liebherr T 282B
  - Terex 33-19 Titan (prototype)
- Tractopelle
  - Volvo BL60
- Trancheuse

## Sécurité

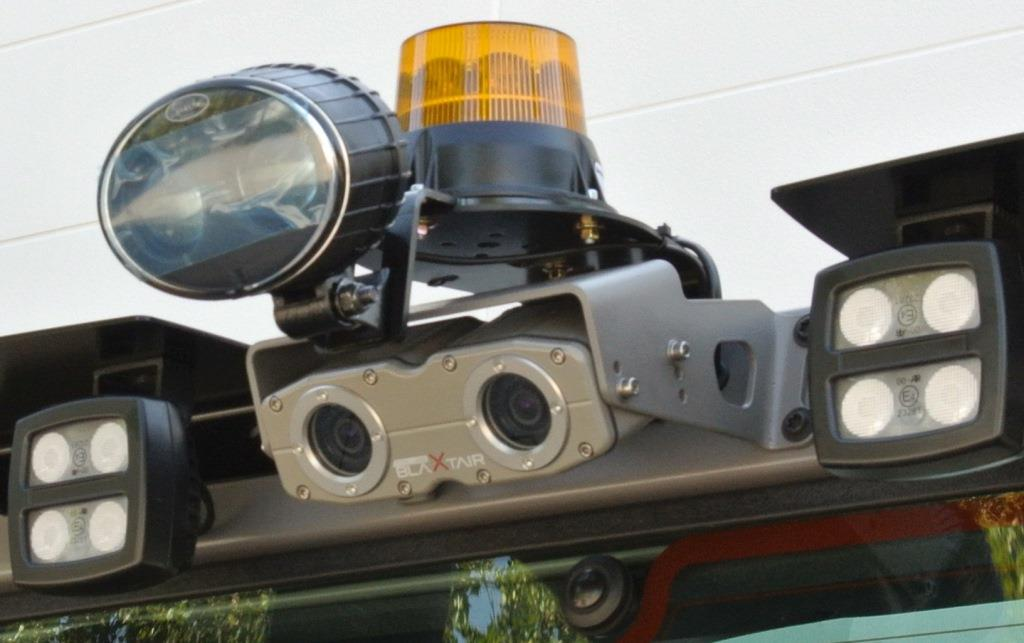
Phare, feu individuel tournant et caméra à détection de mouvement.

Différents systèmes, tels une cabine, un signal de recul et un contrepoids, permettent de réduire les risques professionnels à l'utilisation d'un engin de chantier.

### Système de détection de personnes
Par exemple, des capteurs de proximité détectent les objets et des piétons de quelques centimètres à plusieurs mètres. Le capteur fait la différence entre une personne et un objet et avertit le conducteur sans alarmes inutiles. Basé sur la stéréovision, un algorithme analyse en temps réel si une personne se trouve dans l'angle mort de l'engin.